# 大久保忠由
大久保 忠由（おおくぼ ただよし）は、相模小田原藩の第5代藩主。小田原藩大久保家7代。
元文元年（1736年）11月19日、第4代藩主・大久保忠興の長男として小田原城で生まれる。宝暦13年（1763年）9月10日、父の隠居により家督を継ぐ。
宝暦14年（1764年）5月に倹約令を出して藩財政の再建を目指したが、病弱だったために藩政に力を振るえず、明和6年（1769年）10月1日に死去した。享年34。
跡を長男・忠顕が継いだ。

## 系譜
父母
- 大久保忠興（父）
- 鈴木氏 ー 側室（母）
- 柳沢吉里の娘（養母）

正室
- 榊原政岑の娘

側室
- 小川氏

子女
- 大久保忠顕（長男）生母は小川氏（側室）
- 大久保忠彦（三男）